# Digambarowie
Digambarowie (dewanagari: दिगंबर) – jeden z dwóch głównych (obok śwetambarów) kierunków w łonie dźinizmu.

## Etymologia
W sanskrycie słowo digambar (दिगंबर) oznacza dosłownie odzianego w sferę nieba, odzianego w przestwór 
i odnosi się do tego, iż digambarowie chodzili zupełnie nago w odróżnieniu od śwetambarów, którzy ubierali się na biało. Jednak obecnie również i digambarowie używają ubrań (dawny zwyczaj pozostał tylko w obrębie niektórych klasztorów).

## Doktryna
Podział na digambarów i śwetambarów zaistniał prawdopodobnie już w czasach Mahawiry, gdyż śwetambarowie nie przyjęli wszystkich jego reform. Rozłam nasilił się w II wieku n.e., jednak jeszcze do XI wieku istniały wspólne świątynie obu odłamów. Pozycja kobiet jest gorsza niż w rywalizującej grupie: zaprzecza się możliwości osiągnięcia przez nie mokszy zanim nie narodzą się jako mężczyźni, nie mogą także zostać mniszkami. W odróżnieniu od śwetambarów nie mają kanonu świętych pism- twierdzą iż kanon dźinijski zaginął.

## Przedstawiciele szkoły i ich dzieła
- Bhadrabahu (zm. 318 p.n.e.) - założyciel nurtu.

Kalpasutra,
Niryukti,
Dristivada.
- Samantabhadra (VI w n.e.),

Aptamimansa,
- Pudżjapada (ok. X–XI w n.e.),
- Nemiczandra (ok. X–XI w n.e.),
- Dewanandin,
- Akalanka (ok. VIII w n.e.),

Asztasati.